# Angst (Graciliano Ramos)
Angst (portugiesisch: Angústia) ist der Titel eines 1936 in Rio de Janeiro erschienenen Romans von Graciliano Ramos, dessen Handlung in einer Küstenstadt des armen, rückständigen Nordostens Brasiliens angesiedelt ist. Der Roman ist ein Schlüsselwerk des brasilianischen Neorealismus, trägt aber auch Züge des späten Symbolismus sowie des Naturalismus in der Tradition Aluísio Azevedos. Er steht in der brasilianischen Literatur der 1930er Jahre einzigartig da.

## Entstehung
Ramos, ältestes von 15 Kindern einer Viehzüchterfamilie im Sertão, die durch die Dürrekatastrophe um 1895/96 ruiniert wurde, lebte zeitweise und dann wieder seit 1930 im Bundesstaat Alagoas an der Küste. Die eher bedrückenden Erinnerungen an den Großvater und den früh verstorbenen Vater, an die Viehhirten und freigelassenen Sklaven, an den Pater, den Polizisten, den Lehrer und den blinden Losverkäufer prägen auch dieses Werk. Einige Eigenschaften teilt Ramos mit der Hauptperson des Romans, so seine schon als Kind ausgeprägte Manie für Wiederholungen. Das durch die Weltwirtschaftskrise um 1930 verschärfte Elend in den Küstenstädten, wohin viele Glückssucher geflohen waren, empfindet er als nicht geringer als das auf dem Lande. Angesichts steigender sozialer Spannungen erscheinen ihm seine Tätigkeiten als Bürgermeister und in der Schulaufsicht als sinnlos. 
Die Entstehung des Romans kann als Rückzugsreaktion des Autors angesichts der politisch-ökonomischen Misere und auch als Ausdruck eigener Marginalisierungserfahrung gedeutet werden. Wegen angeblicher kommunistischer Umtriebe kam er am Tag der Fertigstellung des Manuskripts 1936 unter der Regierung des Präsidenten Getúlio Vargas ins Gefängnis. Während dieser Zeit erschien sein dritter Roman Angústia, der vor allem durch die zahlreichen Rückblenden auf die eigene Kindheit autobiografische Züge trägt. Bei der Veröffentlichung halt ihm sein Freund José Lins do Rego. Die Verbreitung des Werkes schrieb Ramos in einer lakonischen biografischen Notiz nicht dessen Qualität, sondern der Bekanntheit seiner Person infolge der Inhaftierung zu. Tatsächlich wurde Ramos erst 1945 Mitglied der Kommunistischen Partei Brasiliens.

## Handlung
Der Roman besteht zum großen Teil aus dem inneren Monolog eines einsamen Büromenschen namens Luis da Silva, der in seinem Zimmer in Maceió auf sein Leben zurückschaut und von seinem Gewissen gequält wird. Die Handlung spielt sich überwiegend im Innern des Ich-Erzählers ab; sie ist nicht klar chronologisch geordnet und wird von zahlreichen Rückblenden und Vorahnungen unterbrochen. Gegen Ende verwirrt sich der Monolog immer mehr und steigert sich zum Delirium: Fantasie und Wirklichkeit lassen sich kaum noch unterscheiden.

Hauptstraße in Maceió (1905)

Zunächst nehmen die Erinnerungen an Kindheit und Jugend im patriarchalischen und gewalttätigen Sertão einen breiten Raum im Monolog ein, dann an die demütigende Zeit als junger Wanderlehrer und Almosenempfänger mit einem unausgereiften Romanprojekt im Kopf („Ein vom Unglück verfolgter Sohn des Nordostens appelliert an die Großzügigkeit Euer Hochwohlgeboren“). Aber auch die Monotonie der Büroarbeit ist tödlich. Seine literarischen Ambitionen kann der introvertierte Luis nicht realisieren; seine Emotionen kann er nicht angemessen ausdrücken. Abwechslung bieten nur Gespräche mit seinem Freund Moisés, einem jüdischen Kapitalismus- und Regierungskritiker, der ihm hin und wieder Geld leiht, und das Treiben einer Handvoll zweifelhafter Nachbarn im Hinterhof des Wohnblocks, das er beobachtet. Doch auch hier wiederholen sich die ritualisierten Handlungen fast jeden Tag. Das Mädchen Marina – sie steht für den Typ des mittellosen und fragilen Mädchens, das eine leichte Beute der Reichen wird –  zieht den unbefriedigten Luis sexuell an. Er versucht eine Stelle für sie zu finden, aber sie macht keine Anstalten zu arbeiten. Schnell wachsen die Zweifel an ihrem Versprechen, ihn zu heiraten, welches er mit hohen finanziellen Aufwendungen und durch Aufnahme von Krediten für Marinas Kleidung und bescheidene Luxusartikel erreicht hat. Doch auch in ihrer Gesellschaft bleibt er stets einsam.
Ein reicher und arroganter Rivale und „fauler Phrasendrescher“ hohler patriotischer Sprüche, Julião Tavares, dessen soziale Beziehungen vollständig durch Geld und Opportunismus bestimmte werden, bindet Marina immer mehr an sich und überbietet Luis‘ Geschenke bei Weitem. Die seidenen Anzüge und Taschentücher Juliãos demütigen und reizen Luis bis zur Weißglut. Sein Geldmangel, seine geringe Bildung, seine unbefriedigte Sexualität, sein beruflicher Misserfolg und sein milieubedingter Minderwertigkeitskomplex infolge mangelnder sozialer Anerkennung steigern seine begründete Eifersucht. Als Marina ein Kind von Tavares erwartet und dieser sie abrupt verlässt, schlägt Luis’ Eifersucht in Angst und Hass um. Seine Gefühle für Marina schwanken hektisch zwischen Mitleid, Rachedurst und Gewissensqualen; der Versuch einer Aussprache mit dem auch äußerlich heruntergekommenen Mädchen verschlimmert nur seine Panik. Nur zeitweise kann er sich während der Dienstzeit ablenken. Langsam entwickelt er die Fantasie, den Rivalen auf grausame Art zu töten, um sich von der ihn erstickenden Angst zu befreien. Immer wieder und zunehmend konkret stellt er sich den Mord vor: Jedes Seil, jede Schlinge, Wasserleitung oder ungebundene Krawatte, die er sieht, jede Erinnerung an die Klapperschlange, die den Hals des schlafenden Großvaters umschlängelte, stimuliert seine paranoiden und sadomasochistischen Fantasien und wird zum Symbol des zunehmend bewusst geplanten Mordes. Beeinflusst von wiederholten Erzählungen über einen brutalen Rachemord erhitzt er sich immer weiter. Im Bewusstsein seiner eigenen Schwäche und der Tatsache, dass er nie verwirklichen konnte, was er sich erträumt hat, überrascht und erdrosselt er Tavares. Nur mit Mühe verwischt er die Spuren der Tat. Offenbar bleibt sie ungesühnt, aber Angst- und Wahnvorstellungen quälen Luis, dessen Fantasien wieder zu seiner Kindheit und Jugend zurückkehren. Reale und fiktive Figuren aus der Vergangenheit – Banditen, Märtyrer, sein Gläubiger – legen sich drückend auf sein Bett.

## Stil
Der Roman ist in einem nüchternen, harten und parataktischen Stil verfasst, der sowohl dem assoziativen Bewusstseinsstrom des Ich-Erzählers, in dem er gefangen ist, als auch der impliziten sozialen Anklage entspricht. Die wörtliche Rede ist kaum vom inneren Monolog abgegrenzt. Die Kunst der Autors besteht drin, die Genesis des Mordgedankens in seinen verschiedenen Phasen vom Unterbewusstsein zum Vorsatz sichtbar zu machen. Die in Luis quälenden Phantasien grotesk depersonalisierten und dekonstruierten Bilder von Marinas Körper sind von expressionistischer Eindringlichkeit. Ebenso werden seine Verbindungen zur Realität quasi kubistisch fragmentiert und verzerrt. Das Prinzip der Wiederholung und ihre suggestive Kraft spielen eine zentrale Rolle in dieser Studie einer pathologischen Entwicklung, wobei die Wiederholungen teils länger, teils kürzer sind oder frei variieren. Der Erzählrhythmus steigert sich gegen Ende des Buches, so dass sich die Panik des Ich-Erzählers dem Leser mitteilt. Adonias Filho vermerkt in einer Rezension des Werkes 1936, dass es offenbar durch medizinisches Wissens geprägt sei.

## Deutung und Rezeption
Die Gewissensqualen des Ich-Erzählers führten dazu, dass man den Roman häufig mit Dostojewskis Schuld und Sühne verglich, was Ramos selbst zurückwies. Dennoch folgt der Roman der Logik des Werks Dostojewskis. Auch ein Vergleich mit dem Existenzialismus drängt sich auf, so etwa mit Albert Camus’ Roman Der Fremde (1942). Das Gefühl der Entfremdung und die Angst vor der eigenen Bedeutungslosigkeit und Mittelmäßigkeit werden zum indirekten Tatmotiv. Am Ende steht die Einsicht in die Sinnlosigkeit der eigenen Existenz.
Es handelt sich bei Angústia aber nicht nur um einen psychologischen Roman über einen unlösbaren Konflikt zwischen subjektivem Begehren und einer einengenden objektiven Realität oder über autodestruktives Verhalten, sondern zugleich um eine realistische und sozialkritische Milieustudie über die glück- und perspektivlosen frustrierten Zuwanderer aus dem Landesinnern. Dieser Aspekt wird in der deutschen Rezeption jedoch seltener als in Bezug auf andere Romane Ramos’ wie Vidas secas hervorgehoben.
Bis 1986 waren bereits 32 Auflagen des Romans in Brasilien erschienen, bis 2019 über 70 Auflagen.

## Editionsgeschichte
Die brasilianische Erstausgabe erschien 1936 bei José Olympio in Rio de Janeiro. Die deutschsprachige Erstausgabe erschien 1978 als Band 570 der Bibliothek Suhrkamp. Eine US-Ausgabe erschien 1946, eine italienische Ausgabe 1954, eine portugiesische 1962, eine spanische 1978, eine französische 1992 und eine niederländische 1995.